# Марініч
Марініч (рум. Marinici) — село у Ніспоренському районі Молдови. Адміністративний центр однойменної комуни, до складу якої також входить село Хелештень.

## Населення
За даними перепису населення 2004 року у селі проживали 2295 осіб.
Національний склад населення села:
| Національність       | Кількість осіб | Відсоток   |
| -------------------- | -------------- | ---------- |
| молдавани румуни     | 2284 2         | 99,5% 0,1% |
| росіяни              | 7              | 0,3%       |
| українці             | 1              | < 0,1%     |
| інша / без відповіді | 1              | < 0,1%     |
| Всього               | 2295           | 100%       |